# Starogradački Marof
Starogradački Marof este o arie protejată (sit de importanță comunitară — SCI) din Croația întinsă pe o suprafață de 189,12 ha, integral pe uscat.

## Localizare
Centrul sitului Starogradački Marof este situat la coordonatele 45°55′38″N 17°19′31″E / 45.927255°N 17.325248°E.

## Înființare
Situl Starogradački Marof a fost declarat sit de importanță comunitară în iulie 2013 pentru a proteja 1 specie de animale.

## Biodiversitate
Situată în ecoregiunea continentală, aria protejată nu include niciun habitat protejat.
La baza desemnării sitului se află o specie protejată de  pești: țigănuș (Umbra krameri).